# Elisabeth Timm
Elisabeth Timm (* 1969) ist eine deutsche Volkskundlerin und Hochschullehrerin. Sie lehrt Kulturanthropologie/Europäische Ethnologie an der Westfälischen Wilhelms-Universität Münster.

## Leben
Von 1988 bis 1995 studierte sie Ethnologie und empirische Kulturwissenschaft an der Universität Tübingen, Abschluss: M.A. Nach der Promotion 2001 zum Dr. rer. soc. in Tübingen war sie von 2004 bis 2008 Universitätsassistentin am Institut für Europäische Ethnologie der Universität Wien. Von 2008 bis 2011 war sie Assistenzprofessorin am Institut für Europäische Ethnologie in Wien. Seit August 2011 ist sie Professorin für Kulturanthropologie/Volkskunde am Institut für Kulturanthropologie/Europäische Ethnologie der Universität Münster.

## Schriften
Monografien
- Reaktionen auf die Reutlinger Geiselerschießung 1945. Eine Studie zum kollektiven Gedächtnis. Tübingen 1997, ISBN 3-925340-96-3.
- Hugo Ferdinand Boss (1885–1948) und die Firma Hugo Boss. Eine Dokumentation. o. O. 1999 (pdf)
- Ausgrenzung mit Stil. Über den heutigen Umgang mit Benimmregeln. Münster 2001, ISBN 3-89691-500-2.
- Hafnerwerkstatt, Tonwarenfabrik, Grundstücksverwaltung. Die Geschichte der Familien und Firmen Bucher, Kugler und Kinzelmann in Saulgau. Bad Saulgau 2005, ISBN 3-00-015438-8.
- Private Netzwerke im Wohlfahrtstaat. Familie, Verwandtschaft und soziale Sicherheit im Deutschland des 20. Jahrhunderts. Mit Heidi Rosenbaum, UVK-Verlags-Gesellschaft, Konstanz 2008, ISBN 978-3-86764-065-7.
- Zwangsarbeit in Esslingen 1939–1945. Kommune, Unternehmen und Belegschaften in der nationalsozialistischen Kriegswirtschaft. Ostfildern 2009, ISBN 978-3-7995-0821-6.